# Arena da Amazônia
L'Arena da Amazônia és un estadi de futbol al barri de Flores de Manaus, a l'estat d'Amazones al Brasil, construït al mateix lloc que abans ocupava l'estadi Vivaldão. Va ser construït com una de les dotze seus del Mundial de la FIFA el 2014. Fou inaugurat el 9 de març de 2014. L'arquitecte va ser Ralf Amann de la firma alemanya Gerkan, Marg und Partner (GMP). El nou estadi té sostre retràctil i una capacitat de prop de 42.374 persones.
El cost va ser compartit entre Govern de l'Estat d'Amazones per 25% i el 75% pel BNDES, el banc nacional de desenvolupament de Brasil. La contractista Andrade Gutierrez va guanyar la licitació per a la construcció.

## Mundial de futbol de 2014
Aquests són els 4 partits que s'hi van disputar:
| Data               | Fase         | Equip        | Res.  | Equip    | Esp.   |
| ------------------ | ------------ | ------------ | ----- | -------- | ------ |
| 14 de juny de 2014 | Primera fase | Anglaterra   | 1 - 2 | Itàlia   | 39.800 |
| 18 de juny de 2014 | Primera fase | Camerun      | vs.   | Croàcia  |        |
| 22 de juny de 2014 | Primera fase | Estats Units | vs.   | Portugal |        |
| 25 de juny de 2014 | Primera fase | Hondures     | vs.   | Suïssa   |        |